# Oecanthus
A Oecanthus a Oecanthidae rendszertani családjának egyik neme. Az ide tartozó fajok az Antarktisz kivételével minden kontinensen megtalálhatóak.

## Fajok
A genusba 79 faj tartozik. Magyarországon a pirregőtücsök képviseli.
Oecanthus filiger Walker, 1871 fajcsoport
1. Oecanthus filiger Walker, 1871
2. Oecanthus neofiliger Toms & Otte, 1988

Oecanthus karschi Chopard, 1932 fajcsoport
1. Oecanthus capensis Saussure, 1878
2. Oecanthus karschi Chopard, 1932
3. Oecanthus socians Otte, 1988

Oecanthus nigricornis Walker, 1869 fajcsoport
1. Oecanthus argentinus Saussure, 1874
2. Oecanthus beameri Collins & Lightfoot, 2022
3. Oecanthus celerinictus Walker, 1963
4. Oecanthus forbesi Titus, 1903
5. Oecanthus laricis Walker, 1963
6. Oecanthus nigricornis Walker, 1869
7. Oecanthus pini Beutenmüller, 1894
8. Oecanthus quadripunctatus Beutenmüller, 1894
9. Oecanthus salvii Collins, 2020
10. Oecanthus walkeri Collins & Symes, 2012

Oecanthus niveus (De Geer, 1773) fajcsoport
1. Oecanthus exclamationis Davis, 1907
2. Oecanthus leptogrammus Walker, 1962
3. Oecanthus niveus (De Geer, 1773)

Oecanthus rileyi Baker, 1905 fajcsoport
1. Oecanthus alexanderi Walker, 2010
2. Oecanthus allardi Walker & Gurney, 1960
3. Oecanthus fultoni Walker, 1962
4. Oecanthus rileyi Baker, 1905
5. Oecanthus rohiniae Collins & Coronado González, 2021

Oecanthus rufopictus Chopard, 1932 fajcsoport
1. Oecanthus dissimilis Toms & Otte, 1988
2. Oecanthus galpini Toms & Otte, 1988
3. Oecanthus neosimilis Toms & Otte, 1988
4. Oecanthus pseudosimilis Otte, 1988
5. Oecanthus rufopictus Chopard, 1932
6. Oecanthus similis Chopard, 1932

Oecanthus sycomorus Toms & Otte, 1988 fajcsoport
1. Oecanthus comptulus Karsch, 1893
2. Oecanthus macer Karsch, 1893
3. Oecanthus sycomorus Toms & Otte, 1988

Oecanthus varicornis Walker, 1869 fajcsoport
1. Oecanthus californicus Saussure, 1874
2. Oecanthus latipennis Riley, 1881
3. Oecanthus major Walker, 1967
4. Oecanthus texensis Symes & Collins, 2013
5. Oecanthus varicornis Walker, 1869

fajcsoportba nem sorolt
1. Oecanthus adyeri Otte & Alexander, 1983
2. Oecanthus angustus Chopard, 1925
3. Oecanthus antennalis Liu, Yin & Xia, 1994
4. Oecanthus bakeri Collins & van den Berghe, 2014
5. Oecanthus belti Collins & van den Berghe, 2014
6. Oecanthus bilineatus Chopard, 1937
7. Oecanthus brevicauda Saussure, 1878
8. Oecanthus burmeisteri Saussure, 1877
9. Oecanthus chopardi Uvarov, 1957
10. Oecanthus comma Walker, 1967
11. Oecanthus decorsei Chopard, 1932
12. Oecanthus dulcisonans Gorochov, 1993
13. Oecanthus euryelytra Ichikawa, 2001
14. Oecanthus henryi Chopard, 1936
15. Oecanthus immaculatus Bruner, 1906
16. Oecanthus indicus Saussure, 1878
17. Oecanthus amaicensis Walker, 1969
18. Oecanthus lineolatus Saussure, 1897
19. Oecanthus longicauda Matsumura, 1904
20. Oecanthus mhatreae Collins & Coronado González, 2019
21. Oecanthus minutus Saussure, 1878
22. Oecanthus nanus Walker, 1967
23. Oecanthus oceanicus He, 2018
24. Oecanthus pallidus Zefa, 2012
25. Oecanthus pellucens (Scopoli, 1763) - pirregőtücsök
26. Oecanthus peruvianus Walker, 1869
27. Oecanthus pictipes Rehn, 1917
28. Oecanthus pictus Milach & Zefa, 2015
29. Oecanthus prolatus Walker, 1967
30. Oecanthus rectinervis Chopard, 1932
31. Oecanthus rubromaculatus Zefa, 2022
32. Oecanthus rufescens Serville, 1838
33. Oecanthus similator Ichikawa, 2001
34. Oecanthus sinensis Walker, 1869
35. Oecanthus symesi Collins & van den Berghe, 2014
36. Oecanthus tenuis Walker, 1869
37. Oecanthus turanicus Uvarov, 1912
38. Oecanthus valensis Milach & Zefa, 2016
39. Oecanthus zhengi Xie, 2003